# Priestewitz (stacja kolejowa)
Priestewitz (niem: Bahnhof Priestewitz) – stacja kolejowa w Priestewitz, w kraju związkowym Saksonia, w Niemczech. Znajduje się na linii Lipsk – Drezno oraz na Großenhain – Priestewitz,
Według klasyfikacji Deutsche Bahn posiada kategorię 6.

## Historia
Stacja Priestewitz została otwarta w dniu 9 kwietnia 1839 roku wraz z pierwszą niemiecką linią dalekobieżną Lipsk-Drezno. Stacja powstała, ze względu na bliskość geograficzną do głównych miast takich jak Miśni i Grossenhain, które otrzymały własne połączenia kolejowe, zaledwie dwie dekady później.
Drewniany dom wykorzystywane do budowy linii, stanowił budynek dworca po oddaniu linii. Miasto Großenhain zbudowaało na własny koszt karczmę, która była wykorzystana do obsługi ruchu pasażerskiego. Budynek samej stacji składał się z małej drewnianej poczekalni oraz małego magazynu.
Priestewitz skorzystało z transportu kolejowego, który przyczynił się do rozwoju gospodarczego. Jeszcze przed 1860 powstał nowy budynek dworca oraz obiekty towarowe. Zastąpiły one pierwsze budynki stacyjne z 1839, które nie spełniały wymogów rosnącego natężenia ruchu.
Miasto Großenhain było bardzo zainteresowany własnym połączeniem kolejowym. Linia Priestewitz-Großenhain została otwarta 14 października 1862. W 1870 roku kontynuowano budowę trasy przez Cottbus-Großenhainer Eisenbahn-Gesellschaft, aż do Cottbus. Tak więc Priestewitz stał się węzłem kolejowym.
Verkehrsverbund Oberelbe (VVO) zainwestowało w 2005 roku około 1,3 mln euro w nowy przystanek autobusowy przed dworcem. 
W sierpniu 2006 roku perony zostały odnowione i udostępnione podróżnym w listopadzie tego samego roku. Całkowity koszt remontu obiektów kolejowych były wyceniany na 1,54 mln €.

## Linie kolejowe
- Lipsk – Drezno
- Großenhain – Priestewitz